# René Lemay
Pour les articles homonymes, voir Lemay.
René Lemay, né le 8 décembre 1934 à Montréal et mort le 18 septembre 2015 à Québec est un peintre, graveur et sculpteur québécois. 

## Biographie
René Lemay naît le 8 décembre 1934 à Montréal.
Il peint et dessine toute sa vie mais c'est à partir de 1983 qu'il décide de se lancer dans cette carrière, en s'initiant d'abord à la céramique et à la lithographie.
Il fonde au cours des années 1970 et 1980 deux entreprises : un atelier de poterie artisanale et une maison d’édition.
Sa première exposition solo a lieu à la Galerie Aird en 1991. 
À partir des années 1990, il entame une longue suite de voyages qui marque aussi un tournant décisif dans sa production artistique, influençant sa palette de couleurs et le sujet de ses peintures. C’est à cette période que les Îles-de-la-Madeleine et l’Asie deviennent au cœur de son univers créatif. Il se rend entre autres en Thaïlande, en Chine, à Bali, au Vietnam et à Singapour pour réaliser sur le vif les croquis qui inspirent ses œuvres. À Hanoi, auprès de maîtres, il se familiarise avec de nouvelles techniques, dont la laque et la sculpture de bronze. Lors de ses voyages, il côtoie plusieurs artistes dont Armand Vaillancourt, Charles Daudelin, Arie Smit, Paul Husner et Made Sumadiyaasa. Ses rencontres influenceront grandement sa peinture.
En 1995-1996, il étudie la gravure à eau-forte avec Evelyn Dufour puis participe en 1998 à un atelier de gravure à eau-forte aux côtés de Charles Daudelin.
En 1998-2000, il apprend la laque à l'École des beaux-arts du Viêt Nam.
En 2012, il réalise une sculpture de bronze avec le maître vietnamien Voung Hoc Bao.
Ses œuvres ont fait l’objet de plusieurs expositions individuelles et collectives en Amérique du Nord et en Asie, en plus de figurer dans de nombreuses galeries et collections publiques et privées[réf. nécessaire]
Il meurt le 18 septembre 2015 à Québec.

## Expositions

### Expositions solo
- Galerie Michel-Ange (Canada) 2013[8]
- Carpediem (Thaïlande) 2010
- Joie de vivre Art Exhibition (Thaïlande) 2010[9]
- Vie Hotel (Thaïlande) 2010
- Sofitel Silom (Thaïlande) 2007[10]
- Viet Fine Art Gallery (Vietnam) 2006[11]
- Carpediem (Thaïlande) 2006
- Maison de la Culture Ahuntsic (Canada) 2005
- Galerie L'Harmattan (Canada) 2003
- Galerie Basque (Canada) 1991 et 2001
- Galerie Klimantiris (Canada) 1994-1995 et 1998
- Café de la Grave (Canada) 1994
- Galerie Aird (Canada) 1991

### Expositions de groupe
- Galerie Belvédère (Singapour) 2014
- Musée Arma (Indonésie) 2004
- École des Beaux-Arts d'Hanoï (Vietnam) 2003
- Symposium de peinture figurative (Canada) 1998-2003[12]
- Symposium mer Océane (Canada) 1998-2000
- Galerie Klimantiris (Canada) 1992 et 1998
- New York Art Expo (États-Unis) 1993 et 1995
- Galerie Michel-Ange (Canada) 1992
- Galerie Aird (Canada) 1991
- Manoir Globensky (Canada) 1990

## Collections publiques et privées
- Société Générale (France-Canada)
- Caisse Populaire (Canada)
- Microsoft (États-Unis)
- Sofitel Silom (Thaïlande)[13]
- Vie Hotel (Thaïlande)
- Hamilton Golf Club Public Gallery (Canada)
- Dean Evans Inc. (Canada)
- Electromaid International Fauldine (Canada Innovative Center, Canada)
- Télé-Globe (Canada)
- Hôtel de la Ferme (Baie-Saint-Paul, Canada)